# Agastache occidentalis
Agastache occidentalis är en kransblommig växtart som först beskrevs av Charles Vancouver Piper, och fick sitt nu gällande namn av Amos Arthur Heller. Agastache occidentalis ingår i släktet anisisopar, och familjen kransblommiga växter. Inga underarter finns listade i Catalogue of Life.

## Bildgalleri

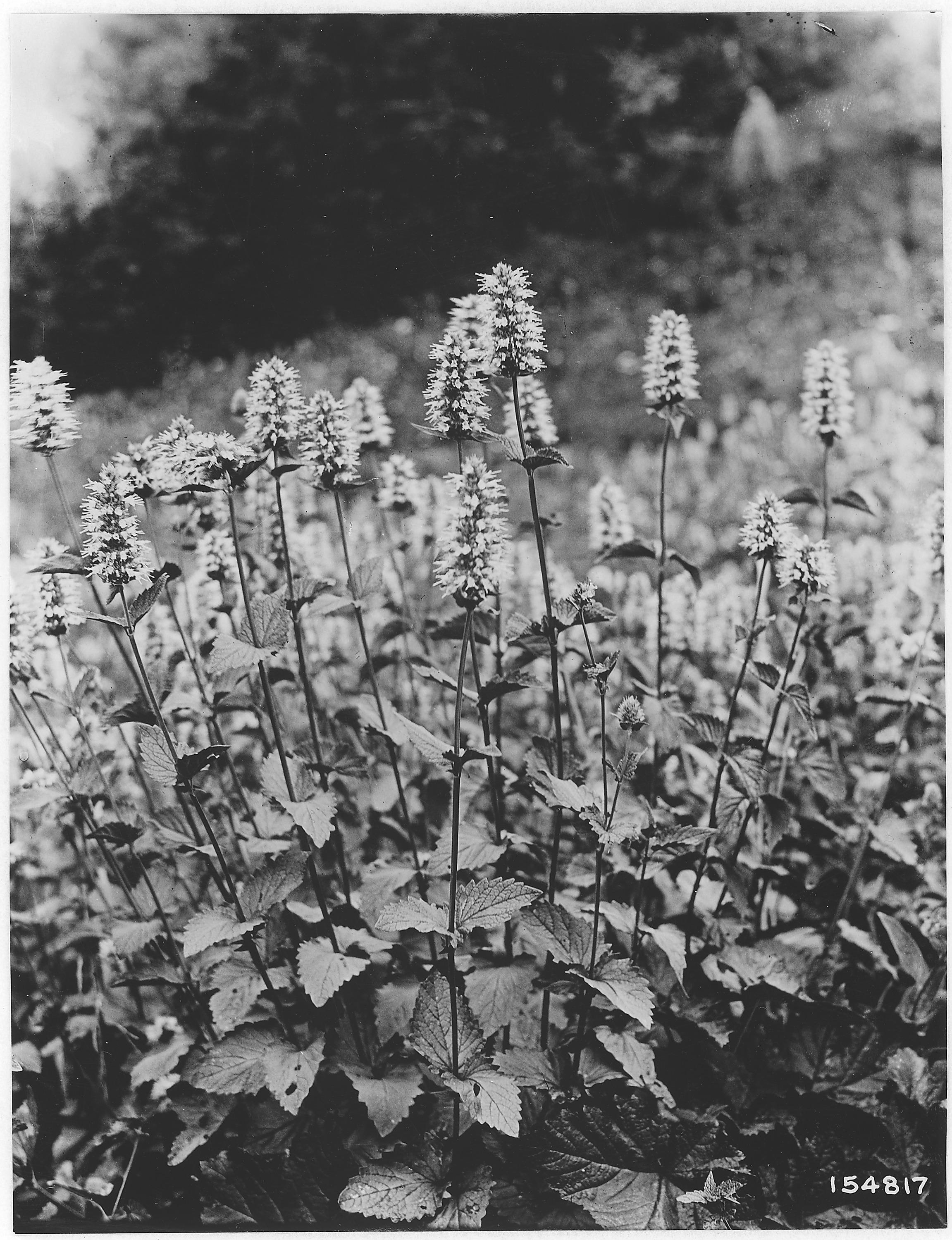